# NGC 6380
NGC 6380 est un amas globulaire situé dans la constellation du Scorpion à environ 35 500 a.l. (10,9 kpc) du Soleil et à 10 750 a.l. (3,3 kpc) du centre de la Voie lactée. Il a été découvert par l'astronome britannique John Herschel en 1834.

## Histoire
Certaines sources attribuent la découverte de cet amas à l'astronome écossais James Dunlop, mais c'est une erreur. L'entrée RA #538 de Dunlop est à presque 0,4 degré au nord-ouest de NGC 6380. En plus de cette position incorrecte, la description qu'en fait Dunlop, une nébuleuse extrêmement pâle d'environ 3 à 4 minutes d'arc avec trois minuscules étoiles, ne correspond pas aux caractéristiques de NGC 6380 qui renferme une étoile de magnitude 10. La mention de la découverte de cet amas par Dunlop sur une des pages du site du télescope spatial Hubble, sans doute basée sur l'information erronée de la page de l'association SEDS, est donc incorrecte.
NGC 6380 fut longtemps considéré comme un amas ouvert, mais dans les années 1950, l'astronome britannique A. D. Thackeray s'est rendu compte qu'il s'agissait d'un amas globulaire en examinant une plaque photographique prise avec le télescope de 74 pouces (188 cm) de l'observatoire Radcliffe. En 1959, l'astronome turco-mexicaine Paris Pişmiş a également observé cet amas à l'observatoire de Tonantzintla au Mexique et elle l'a catalogué comme Tonantzintla 1 (Ton 1) ou Pismis 25.

## Caractéristiques
Selon la base de données Simbad, la vitesse radiale héliocentrique de cet amas est égale à (−6,54 ± 1,48) km/s. John W. Harris indique une valeur du même ordre de grandeur, soit (−3,6 ± 2,5) km/s.
Selon Harris, la métallicité (Fe/H) de cet amas est égale à -0,75. Trois valeurs de la métallicité comprises entre −0,51 et −0,87 sont indiquées sur Simbad.
Une métallicité comprise entre −0,51 et −0,87 signifie que la concentration en fer de NGC 6316 est comprise entre 13 % et 31 % de celle du Soleil. Après le Big Bang, l'Univers étant surtout composé d'hydrogène et d'hélium, la métallicité était pratiquement nulle. L'univers s'est progressivement enrichi en métaux (éléments plus lourds que l'hélium) grâce à la synthèse de ceux-ci dans le cœur des étoiles. La métallicité des amas du halo de la Voie lactée varie d'un centième à un dixième de la métallicité solaire, ce qui signifie que ces amas se décomposent en deux sous-groupes, les relativement jeunes et les vieux. Selon sa métallicité, NGC 6380 serait donc un amas relativement jeune et riche en métaux.

## Galerie

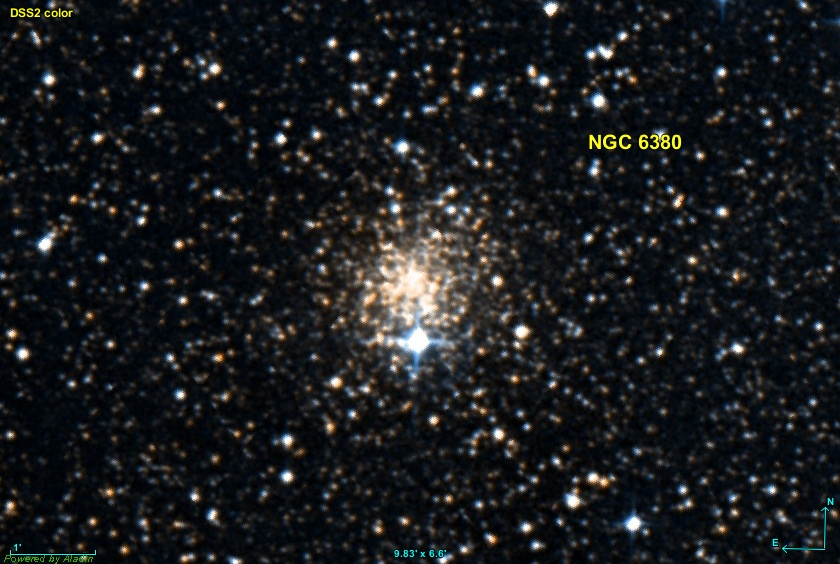
NGC 6380 par le relevé DSS.
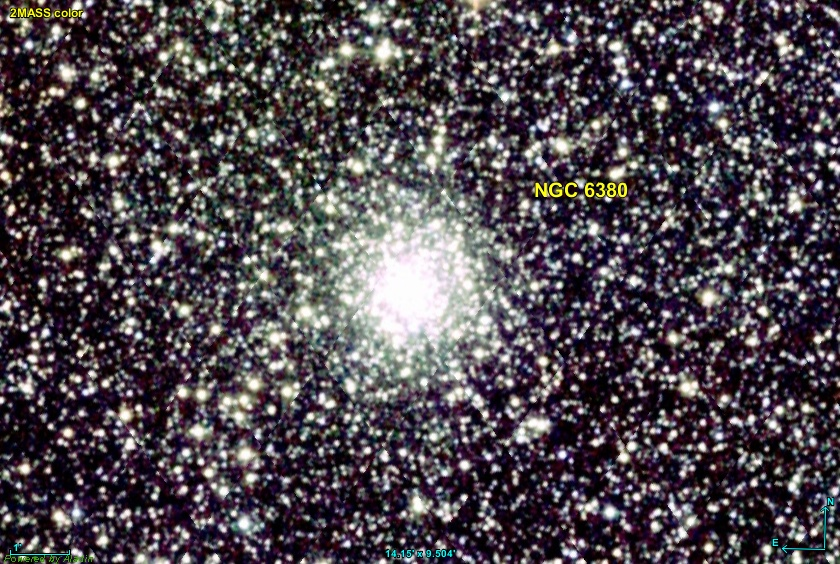
NGC 6380 en infrarouge par le relevé 2MASS.